# Austroepigomphus praeruptus
Austroepigomphus praeruptus – gatunek ważki z rodziny gadziogłówkowatych (Gomphidae). Występuje we wschodniej i południowo-wschodniej Australii.